# Liberala Tidningar i Mellansverige
Liberala Tidningar i Mellansverige AB var ett mediabolag bildat 2007. Syftet var att hålla på med tidningsförläggning och andra medier, samt tidningstryckeri och annan relaterad kringverksamhet. Bolaget har det uttalade syftet att "mediaverksamheten skall bedrivas i frihetlig och liberal anda."
Bolaget bildades genom att Nerikes Allehanda och VLT gick ihop. Från början ingick 15 olika dagstidningar, med en vardagsupplaga på 217 000 exemplar.
Verksamheten var uppdelad i en tryckeridel (V-TAB) och en publicistisk del (Promedia). Under 2015 enades huvudägarna om en uppdelning av koncernen som ledde till Stampen tog över tryckerierna medan Mittmedia och Eskilstuna-Kuriren tog över Promedia. Senare under 2015 stod det klart att Mittmedia blev ensam ägare till Promedias tidningsverksamhet.

## Bakgrund
I juli 2007 godkände konkurrensverket att Nerikes Allehanda AB och VLT AB gick samman. Därmed bildades Liberala Tidningar i Mellansverige AB, som blev moderbolaget för LT Liberala Tidningar AB (Nerikes Allehanda) och VLT.

### LT Liberala Tidningar AB
LT Liberala Tidningar var ett investmentbolag som ägde Nerikes Allehanda AB med helägda dotterföretag::
- NAtidningar AB (Nerikes Allehanda, Karlskoga-Kuriren, Motala Tidning)
- NAtryck AB (tidningstryckeri)
- NAförsäljning AB
- NAdistribution AB (tidningsdistribution)
- NAradio AB (Rix FM lokalradio i Örebro)
- NAmedia AB

Ägare till LT Liberala Tidningar AB var vid utgången av 2006 Eskilstuna-Kuriren (22%), Mittmedia (22%) Tidningsaktiebolaget Stampen (22%), Dalarnas Tidningar (17%) och Vestmanlands Läns Tidning (VLT) (17%).
Efter samgåendet fusionerades bolaget med Nerikes Allehanda AB.

### VLT AB
1934 omvandlades Vestmanlands Läns Tidning till ett aktiebolag. Det noterades på Stockholmsbörsen under 1980-talet. VLT AB ägde vid slutet av 2006 följande tidningar:
- VLT
- Bärgslagsbladet (köpt 1970)
- Arboga Tidning (köpt 1970)
- Sala Allehanda (köpt av familjen Bengtsson 1981)[7]
- Fagersta-Posten (köpt av familjen Bengtsson 1981)[7]
- Avesta Tidning (köpt av familjen Bengtsson 1981)[7]
- TTELA (köpt 1985)[7]
- Norrtelje Tidning (köpt av Centertidningar 2005)
- Länstidningen Södertälje (köpt av Centertidningar 2005)
- Lidingö Tidning (köpt av Centertidningar 2005)
- Nynäshamns Posten (köpt av Centertidningar 2005)

Till detta kom bland annat delägande av LT Liberala Tidningar, V-TAB och radiostationen Rix FM i Västmanland.

### Efter sammanslagningen
I samband med sammanslagningen blev Nerikes Allehandas tryckeri i Örebro (NAtryck) en del av tryckerikoncernen V-TAB. TTELA, som tidigare ägdes av VLT, blev inte en del av den nya koncernen utan såldes till Mediabolaget i Västsverige (kontrollerat av Stampen). Även Södermanlands Nyheter där VLT AB ägde 50 procent undantogs och såldes till Eskilstuna-Kuriren.

## Ägarstruktur till 2015
Största ägare i koncernen var Stampen, Mittmedia och Eskilstuna-Kuriren.
| Ägare                                                               | Ägare                                         | Ägare                                    | Bolag                                 |
| ------------------------------------------------------------------- | --------------------------------------------- | ---------------------------------------- | ------------------------------------- |
| Peter Hjörne med familj och bolag Röstandel: 74% Kapitalandel: 65%  | Stampen Ägarandel: 61,7%                      | Mediaintressenter PLMS AB Ägarandel: 55% | Liberala Tidningar i Mellansverige AB |
| Minoritetsägare (beräknade värden) Röstandel: 26% Kapitalandel: 35% | Stampen Ägarandel: 61,7%                      | Mediaintressenter PLMS AB Ägarandel: 55% | Liberala Tidningar i Mellansverige AB |
| Minoritetsägare: 38,3% (beräknat)                                   |                                               | Mediaintressenter PLMS AB Ägarandel: 55% | Liberala Tidningar i Mellansverige AB |
| Eskilstuna-Kurirens Stiftelse Ägarandel: 100%                       | Eskilstuna-Kurirens Stiftelse Ägarandel: 100% | Eskilstuna-Kuriren AB Ägarandel: 20%     | Liberala Tidningar i Mellansverige AB |
| Nya Stiftelsen Gefle Dagblad Ägarandel: 70%                         | Nya Stiftelsen Gefle Dagblad Ägarandel: 70%   | Mittmedia Förvaltnings AB Ägarandel: 25% | Liberala Tidningar i Mellansverige AB |
| Stiftelsen Pressorganisation Ägarandel: 30%                         |                                               | Mittmedia Förvaltnings AB Ägarandel: 25% | Liberala Tidningar i Mellansverige AB |

## Koncernstruktur
Koncernen hade verksamhet i ett flertal affärsområden. Den publicistiska verksamheten bedrevs i Tidningsbolaget Promedia i Mellansverige AB, som delägdes av Nerikes Allehanda AB och VLT AB.
Dessutom ägs tryckeriet V-TAB till 17,9% av Nerikes Allehanda och 28,5% av VLT. Andra aktieägare äger dock mer än 50%.

### Tidningsbolaget Promedia i Mellansverige AB
Tidningsbolaget Promedia i Mellansverige AB ägde följande tidningar:
- Arboga Tidning
- Avesta Tidning
- Bärgslagsbladet
- Fagersta-Posten
- Karlskoga-Kuriren (såld till Nya Wermlands-Tidningen 2011)
- Nerikes Allehanda
- Norrtelje Tidning
- Sala Allehanda
- Vestmanlands Läns Tidning
- Lidingö Tidning
- Länstidningen Södertälje
- Motala & Vadstena Tidning (såld till NTM-koncernen 2012)
- Nynäshamns Posten

Inledningsvis ingick även den kortlivade Täby Danderyd Tidning i koncernen.
Dessutom ägde Promedia distributionsföretagen Prolog och NAdistribution samt följande övriga verksamheter:
- Lokala radiostationer i Örebro och Västerås. Först kopplade till Rix FM, därefter från 2009 till Mix Megapol.[20]
- TVCheck, registrerar visning av TV-reklam.
- LeanBack, digitala medietekniklösningar. Sålt 2012.[21]
- NAmedia, nattbevakning för webbplatser inom Promedia och externa kunder. Nedlagt 2014.[22]

## Fotnoter
1. ↑  ”Bokslut & Nyckeltal – Liberala Tidningar i Mellansverige AB”. Allabolag.se. http://www.allabolag.se/5567290191/bokslut.
2. ↑  ”Liberala Tidningar i Mellansverige AB - Verksamhet och Status”. allabolag.se. http://allabolag.se/5567290191/verksamhet. Läst 28 september 2008.
3. ↑  Uppdelningen av Liberala Tidningar är klar, Medievärlden, 2 april 2015
4. ↑  Mittmedia ny ensamägare av NA Arkiverad 16 juni 2016 hämtat från the Wayback Machine., Nerikes Allehanda, 22 december 2015.
5. 1 2  NA-koncernen, Årsredovisning 2006[död länk] (PDF). Läst 28 september 2008
6. ↑  ”LT Liberala Tidningar Aktiebolag - Verksamhet & Status”. allabolag.se. Arkiverad från originalet den 18 april 2013. https://archive.is/20130418052456/http://allabolag.se/5565038436/verksamhet. Läst Läst 28 september 2008.
7. 1 2 3 4 5  SOU 1988:48 Reformerat presstöd, s. 38
8. ↑  VLT AB, Årsredovisning 2006[död länk] (PDF). Läst 28 september 2008.
9. ↑  Stampen lägger VLT och NA i nytt bolag, Dagens Media, 20 april 2007
10. 1 2  Strukturaffärer stärker lokaltidningarna i Sverige, Stampen, 20 april 2007 alternativ länk
11. ↑  Liberala Tidningar – namnet på nya storkoncernen i Stampen, Journalisten, 20 april 2007
12. ↑  Kommuniké från årsstämma i VLT AB (publ) den 23 maj 2007, VLT AB, 23 maj 2007
13. ↑  Stampen AB, Årsredovisning 2007[död länk] (PDF), s. 31. Läst 27 september 2008.
14. 1 2  Stampen AB, Årsredovisning 2007[död länk] (PDF), s. 48-49. Läst 27 september 2008.
15. 1 2  Eskilstuna-Kuriren AB, Årsredovisning 2007[död länk] (PDF), s. 4. Läst 28 september 2008.
16. 1 2  Mittmedia Förvaltnings AB, Ägarförhållande Arkiverad 14 maj 2009 hämtat från the Wayback Machine. (HTML). Läst 28 september 2008,
17. 1 2  NA-bolagen, Bolags och ägarstruktur Arkiverad 23 augusti 2007 hämtat från the Wayback Machine. (HTML). Läst 28 september 2008.
18. ↑  VLT AB, Årsredovisning 2007[död länk] (PDF), s. 5. Läst 28 september 2008.
19. ↑  Sju får gå när Stampen skrotar Täby Danderyd, Dagens Media, 11 november 2009
20. ↑  Rix blir Mix i Örebro, P4 Örebro, 26 juni 2008
21. ↑  Adeprimo köper Leanback, Dagens Media, 19 december 2012